# Jesús María (Santander)
Jesús María est une municipalité colombienne située dans le département de Santander.